# Beresie Duże
Beresie Duze [pronunciación en polaco: /bɛˈrɛɕɛ ˈduʐɛ/] es un pueblo ubicado en el distrito administrativo de Gmina Kiełczygłów, dentro del condado de Pajęczno, voivodato de Łódź, en el centro de Polonia. Se encuentra a unos 5 kilómetros al oeste de Kiełczygłów, a 13 kilómetros al noroeste de Pajęczno, y a 71 kilómetros al suroeste de la capital regional Łódź.